# Felicia heterophylla
Felicia heterophylla es una planta que pertenece a la familia de las  asteraceas. Es originaria de Sudáfrica.

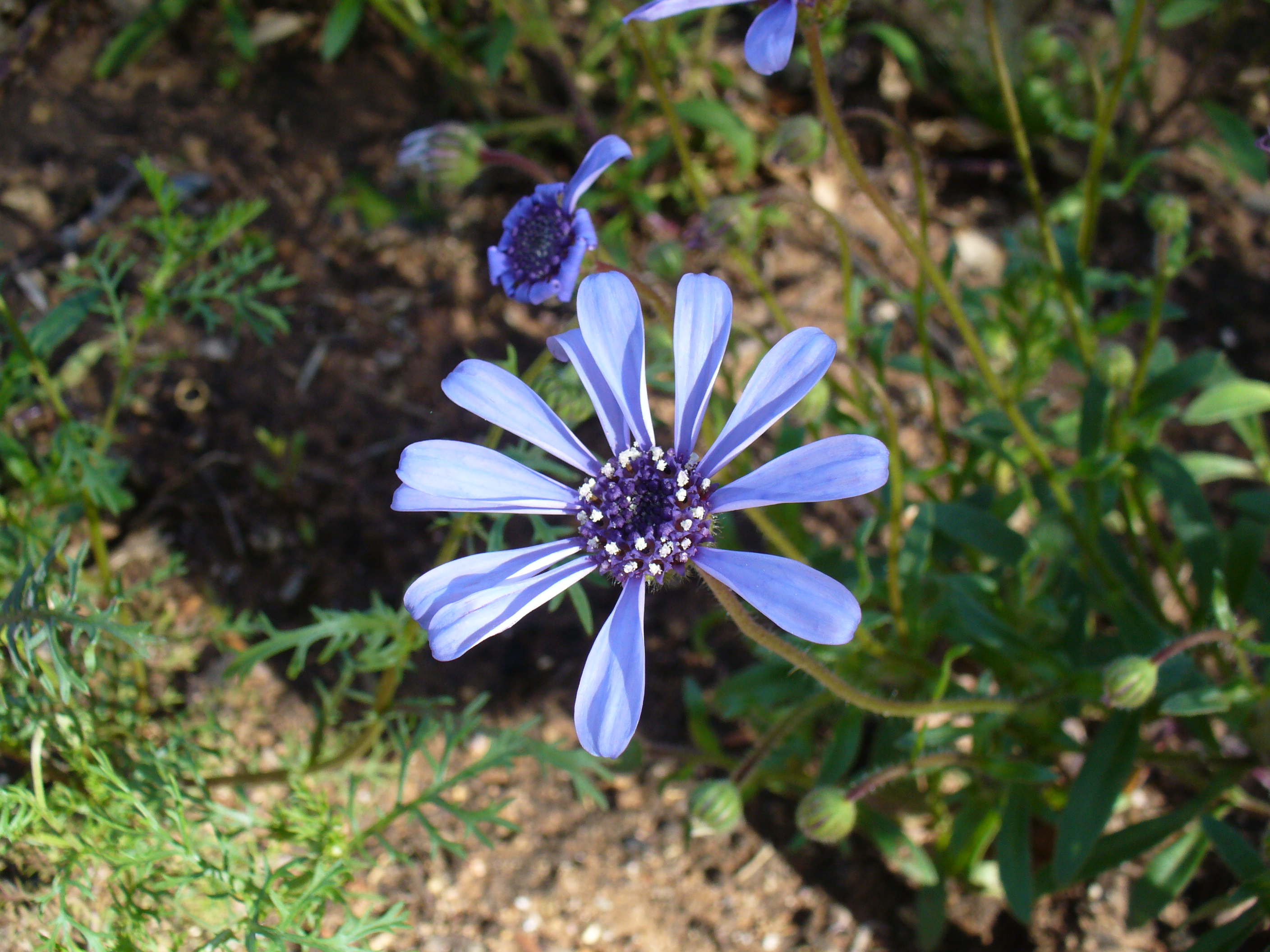
Detalle de la flor

## Descripción
Felicia heterophylla es una hierba anual que alcanza un tamaño de 0,3 x 0,3 m de altura. Las hojas están dispuestas alternativamente y son oblanceoladas en el tallo, de 10-50 mm de largo, peludo, a veces con 3 nervios principales en las hojas más anchas. Los márgenes son lisos o raramente odentados. Las cabezas florales son azules y consisten en rayos y floretes del disco, se encuentran por separado en largos pedúnculos  durante la primavera (agosto-octubre). Las "semillas" (cipselas) son pequeñas, de 4,5 x 2 mm, elípticas u obovadas, de color marrón amarillento y peludo. Están cubiertas con un mechón de pelos blancos (pelos del vilano) que ayuda en dispersión por el viento.

## Distribución y hábitat
Felicia heterophylla es endémica en la Provincia del Cabo, que se producen de forma natural en el suroeste de Cabo Clanwilliam hasta Ciudad del Cabo. Se encuentra generalmente en pisos y pistas de arena.

## Taxonomía
Felicia heterophylla fue descrita por (Cass.) Grau  y publicado en Dictionnaire des Sciences Naturelles [Second edition] 16: 315. 1820.
Sinonimia
- Charieis caerulea Cass.
- Charieis heterophylla Cass.
- Charieis neesii Cass.
- Charieis pilosella Baill.
- Kaulfussia amelloides Nees[3]